# فهرست عنصرهای شیمیایی بر پایه نام افراد
در این صفحه، افرادی که از نام آن‌ها در نام عنصرهای شیمیایی استفاده شده‌است، فهرست شده‌است. از ۱۱۸ عنصر شیمیایی، نام ۱۹ عنصر از نام ۲۰ فرد گرفته شده‌است که از میان آن‌ها ۱۵ عنصر به افتخار ۱۶ دانشمند نام‌گذاری شده‌اند (مانند کوریوم که از نام ماری کوری و پیر کوری گرفته شده‌است) و چهار عنصر دیگر ارتباط نامستقیم با نام غیر دانشمندان دارند. در میان این ۲۰ عنصر فقط گادولینیم و ساماریم در طبیعت یافت می‌شوند و بقیه ساختگی هستند.

## جدول
۱۹ عنصر زیر با نام افراد مرتبط هستند. میان این افراد تنها سیبورگ و اوگانسیان بودند که هنگام زنده بودن نامشان روی یک عنصر قرار گرفته‌است و تنها اوگانسیان هنوز زنده است. چهار غیر دانشمند این جدول با عناصری در ارتباط هستند که برای بزرگداشت مستقیم فرد نام‌گذاری نشده‌اند بلکه بیشتر برای مکانی یا چیزی نام‌گذاری شده‌اند که به نوبه خود برای این افراد نام‌گذاری شده‌است. ساماریم به دلیل ماده معدنی سامارسکیت که از آن جدا شده بود، نام‌گذاری شد. امریسیم، برکلیم و لیورموریوم به دلیل مکان‌هایی برای آنها نام‌گذاری شده‌است. شهرهای برکلی و لیورمور به ترتیب آزمایشگاه ملی لارنس برکلی و آزمایشگاه ملی لارنس لیورمور هستند.
| عنصر | عنصر       | عنصر | عنصر | اشخاص                                                   | اشخاص                     | اشخاص               | اشخاص                   | اشخاص                    |
| Z    | نام        | نشان | کشف  | Immediate namesake                                      | نام                       | تخصص                | زادهٔ–درگذشتهٔ            | ملیت                     |
| ---- | ---------- | ---- | ---- | ------------------------------------------------------- | ------------------------- | ------------------- | ----------------------- | ------------------------ |
| 62   | ساماریم    | Sm   | ۱۸۷۹ | مادهٔ معدنی سامارسکیت                                    | Vasili Samarsky-Bykhovets | مهندسی معدن         | ۱۸۰۳–۱۸۷۰               | روسیه                    |
| 64   | گادولینیم  | Gd   | ۱۸۸۶ | مادهٔ معدنی گادولینیت                                    | یوهان گادولین             | دانشمند             | ۱۷۶۰–۱۸۵۲               | فنلاند                   |
| 95   | امریسیم    | Am   | ۱۹۴۴ | قاره آمریکا                                             | آمریگو وسپوچی             | جهانگرد             | ۱۴۵۴–۱۵۱۲               | ایتالیا                  |
| 96   | کوریوم     | Cm   | ۱۹۴۴ |                                                         | - ماری کوری - پیر کوری    | - دانشمند - دانشمند | - ۱۸۶۷–۱۹۳۴ - ۱۸۵۹–۱۹۰۶ | - لهستان–فرانسه - فرانسه |
| 97   | برکلیم     | Bk   | ۱۹۴۹ | شهر برکلی، کالیفرنیا                                    | جرج بارکلی                | فیلسوف              | ۱۶۸۵–۱۷۵۳               | ایرلند                   |
| 99   | اینشتینیم  | Es   | ۱۹۵۲ |                                                         | آلبرت اینشتین             | دانشمند             | ۱۸۷۹–۱۹۵۵               | آلمان–سوئیس              |
| ۱۰۰  | فرمیم      | Fm   | ۱۹۵۲ |                                                         | انریکو فرمی               | دانشمند             | ۱۹۰۱–۱۹۵۴               | ایتالیا–آمریکا           |
| ۱۰۱  | مندلیفیم   | Md   | ۱۹۵۵ |                                                         | دمیتری مندلیف             | دانشمند             | ۱۸۳۴–۱۹۰۷               | روسیه                    |
| ۱۰۲  | نوبلیم     | No   | ۱۹۶۶ |                                                         | آلفرد نوبل                | دانشمند             | ۱۸۳۳–۱۸۹۶               | سوئد                     |
| ۱۰۳  | لارنسیم    | Lr   | ۱۹۶۱ |                                                         | ارنست لارنس               | دانشمند             | ۱۹۰۱–۱۹۵۸               | آمریکا                   |
| ۱۰۴  | رادرفوردیم | Rf   | ۱۹۶۹ |                                                         | ارنست رادرفورد            | دانشمند             | ۱۸۷۱–۱۹۳۷               | نیوزیلند–بریتانیا        |
| ۱۰۶  | سیبورگیم   | Sg   | ۱۹۷۴ |                                                         | گلن سیبورگ                | دانشمند             | ۱۹۱۲–۱۹۹۹               | آمریکا                   |
| ۱۰۷  | بوهریم     | Bh   | ۱۹۸۱ |                                                         | نیلز بور                  | دانشمند             | ۱۸۸۵–۱۹۶۲               | دانمارک                  |
| ۱۰۹  | مایتنریم   | Mt   | ۱۹۸۲ |                                                         | لیزه مایتنر               | دانشمند             | ۱۸۷۸–۱۹۶۸               | اتریش–سوئد               |
| ۱۱۱  | رونتگنیم   | Rg   | ۱۹۹۴ |                                                         | ویلهلم رونتگن             | دانشمند             | ۱۸۴۵–۱۹۲۳               | آلمان                    |
| ۱۱۲  | کوپرنیسیم  | Cn   | ۱۹۹۶ |                                                         | نیکلاس کوپرنیک            | دانشمند             | ۱۴۷۳–۱۵۴۳               | Polish–آلمان             |
| ۱۱۴  | فلروویم    | Fl   | ۱۹۹۸ | آزمایشگاه واکنش‌های هسته‌ای در مؤسسه مشترک تحقیقات هسته‌ای | گئورگی فلروف              | دانشمند             | ۱۹۱۳–۱۹۹۰               | روسیه                    |
| ۱۱۶  | لیورموریوم | Lv   | ۲۰۰۰ | شهر لیورمور، کالیفرنیا و آزمایشگاه ملی لارنس لیورمور    | رابرت لیورمور             | مالک زمین           | ۱۷۹۹–۱۸۵۸               | انگلیس–مکزیک             |
| ۱۱۸  | اوگانسون   | Og   | ۲۰۰۲ |                                                         | یوری اوگانسیان            | دانشمند             | ۱۹۳۳–                   | روسیه                    |

## دیگر ارتباط‌ها
نام‌های دیگری نیز برای عنصرها پیشنهاد شده‌اند که رسمیت بین‌المللی نیافته‌اند. این نام‌ها عبارتند از کلمبیوم (Cb)، هانیوم (Ha)، ژولیوتیوم (Jl) و کورچاتوویوم (Ku) که به ترتیب با کریستوفر کلمبوس، اتو هان، ایرن جولیوت کوری و ایگور کورچاتوف در ارتباط هستند. همچنین کاسیوپیوم (Cp) که از صورت فلکی کاسیوپیا گرفته شده‌است و به‌طور نامستقیم با کاسیوپیای افسانه‌ای ارتباط دارد. (از مقاله اختلاف‌های نام‌گذاری عنصرها و فهرست مکان‌هایی که در نام عناصر شیمیایی استفاده می‌شود، دیدن کنید)
همچنین، موجودهای افسانه‌ای تأثیر بسزایی در نام‌گذاری عنصرها داشته‌اند. هلیم، تیتانیوم، سلنیوم، پالادیوم، پرومتیم، سریم، یوروپیوم، جیوه، توریم، اورانیوم، نپتونیم و پلوتونیوم همگی نام‌های مرتبط به خدایان افسانه‌ای هستند. در برخی، این ارتباط نامستقیم است:
- هلیوم: نام خورشید است که هلیوم در آن کشف شده‌است و با خدای هلیوس در ارتباط است.
- ایریدیوم: نام‌گذاری شده برای الهه یونانی Iris.
- تلوریم: برای الهه رومی زمین، Tellus Mater نام‌گذاری شده‌است.
- نیوبیوم: به نام نیوبه، شخصیت افسانه‌ای یونانی.
- وانادیوم: برای Vanadis نام‌گذاری شده‌است، نام دیگری برای الهه نوردی Freyja.
- سلنیوم: به این دلیل که ماه با خدای سلن در ارتباط است.
- پالادیوم: نام سیارک پالاس که اخیراً کشف شده‌است و به نام خدای پالاس آتنا نام‌گذاری شده‌است.
- سریم: نام سیارک سرس که اخیراً کشف شده بود و به نام خدای سرس نام‌گذاری شده‌است.
- یوروپیوم: برای قاره‌ای که به نام خدای اروپا نام‌گذاری شده‌است.

تیتانیوم از این نظر منحصر به فرد است زیرا که تعداد بیشتری از گروه ایزدان افسانه‌ای اشاره دارد؛ بنابراین هلیوس، سلن، پالاس و پرومتئوس در واقع دو عنصر به افتخار خود دارند.
و برای عناصری که به یک گروه متصل شده‌اند، زنون نیز وجود دارد که برای کلمه یونانی ξένον (xenon) نامیده می‌شود، شکل مفرد خنثی ξένος (xenos)، به معنی «خارجی»، «عجیب»، یا «مهمان». ویلیام رامزی، کاشف آن، قصد داشت این نام نشانه‌ای از خصوصیات این عنصر در قیاس با گروه عمومی افراد باشد.
گالیم توسط دانشمند فرانسوی Paul-Émile Lecoq de Boisbaudran کشف شد، که آن را به افتخار فرانسه نام‌گذاری کرد ("Gallia" به لاتین). بعداً ادعاهایی مبنی بر اینکه وی نام آن را نیز برای خود گذاشته‌است، به عنوان "gallus" لاتینی به معنای "le coq" است، اما او این هدف را انکار کرد.